# 羅季翁·馬利諾夫斯基
罗季翁·雅科维奇·马利诺夫斯基（1898年11月23日（11日）—1967年3月31日），烏克蘭裔苏联红军元帥，領導俄軍第二次世界大戰作戰及擔任1957年末至1967年初蘇聯國防部長；他参与領導史達林格勒攻防戰擊敗納粹德國與戰爭末期領苏联红军攻入中國東北，俘虜近60萬日本關東軍及中國「末代皇帝」溥儀。

## 早年

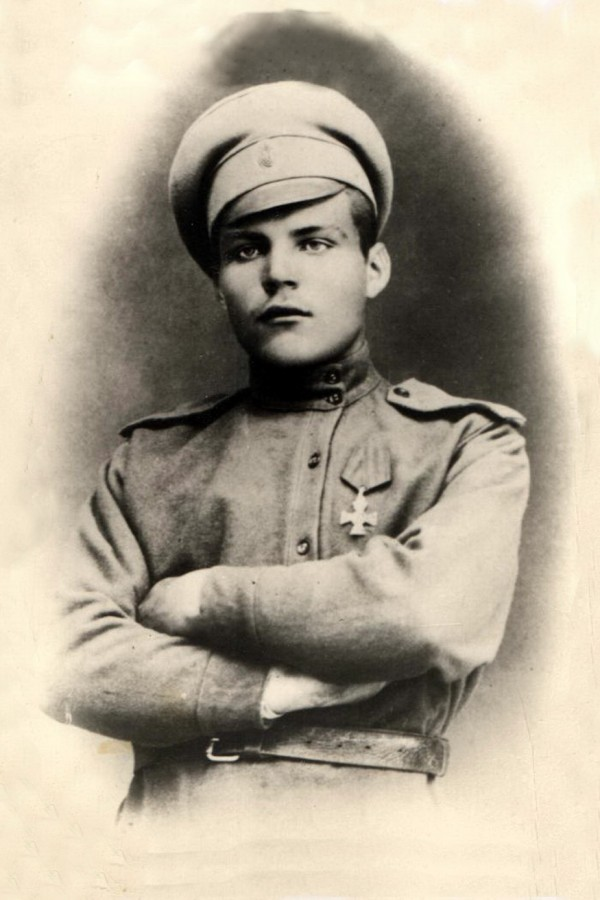
一戰時的馬利諾夫斯基，佩戴著第四級聖喬治十字勳章

### 歷經第一次世界大戰
马利诺夫斯基出生在黑海畔的大城市敖德薩，是俄羅斯傳統卡拉派猶太人。父親很早就遗弃了马利诺夫斯基母子。官方档案表明馬利諾夫斯基是「私生子」。為了糊口討生活，母親帶著小馬利諾夫斯基離開敖德薩搬到烏克蘭的鄉村並再嫁；再嫁是個文盲貧農，還拒絕收養小馬利諾夫斯基。13歲時，他被趕出家庭遊盪江湖、自生自滅，這位自立少年便在農村當佃農維持溫飽，最終還是回到敖德薩由姑媽收養，並在一家商店當跑腿店員。    
小馬利諾夫斯基在1914年第一次世界大戰中顯露頭角：才15歲的他最开始在俄羅斯帝國軍隊內打雜，后来开始接受軍事訓練，并被派往「東戰場」(西歐觀點)与德軍作戰，屡立戰功；即便他還只是個基層小兵，还是被派到著名的「壕溝戰」連隊当機槍手；在1915年因堅守崗位擊退來襲的德軍而得到軍隊獎賞，也是他漫長軍事生涯中的第一面獎勵俄羅斯帝國聖喬治十字勳章第四級，並且晉陞为下士排長。不久，他中彈受重傷，在醫院躺了幾個月才康復，1916年他返回部隊，远赴法國戰場，成为「西戰場」上「俄羅斯參戰遠征軍」的一員，17歲的馬利諾夫斯基下士被派到Brion港附近的激烈爭奪戰戰區作戰並晉升为中士。此次作戰中他左臂負傷，几近傷殘，但因此得到法國政府頒發的獎章。這時俄羅斯国内爆发了二月革命，沙俄政权被推翻，并成立了克伦斯基为首的临时政府。1917年4月16日，在法国前线作战的俄国第1特编旅打出“拒绝战争”的旗号，随即被法军包围，被遣送至北非。19岁的乌克兰犹太人馬利諾夫斯基害怕回国之后会被反犹分子枪毙，坚决要求加入「法國外籍兵團」，馬利諾夫斯基因此為法軍效力到第一次世界大戰結束，法軍为他颁发了「英勇十字勋章」勳章，並晉升為少尉；這時他只有19歲。

### 內戰
1919年返回苏俄國內并加入紅軍，在內戰時於西伯利亞与白軍作戰。內戰結束後，马利诺夫斯基繼續在軍隊裡任職，於初級軍官學校學習，並派任到步兵營少校營長；1926年，他加入蘇聯共產黨，这是在軍隊裡晉升的必需條件。  
1927年，他被派往軍隊精英的搖籃——伏龍芝軍事學院學習，1930年畢業；1931年被派到苏軍第3騎兵團擔任上校參謀長，他的上司團長鐵木辛哥是史達林重用的將軍。  
1936年西班牙內戰爆發，馬利諾夫斯基以「志願軍」身份到西班牙為西班牙共和政府助戰，對抗右翼反共的西班牙反政府将领將佛朗哥將軍與義大利法西斯政權及納粹德國派出的反共聯軍；馬利諾夫斯基親自策劃與并領導數个政府軍部隊作戰；1938年他戰敗后回到莫斯科，蘇聯政府頒贈給他「列寧勳章」及「紅旗勳章」，表彰肯定他在西班牙領導作戰的功绩；之後被派至伏龍芝軍事學院擔任總教官教授作戰課程。
1941年春天，時任「蘇聯国防人民委员」的铁木辛哥发现德軍不寻常地在苏德边境部署了大量军队，率先告知蘇聯政府：「德軍有意进攻苏联」，提前料到德軍將發動全面进攻苏联的巴巴羅薩作戰。為強化蘇聯紅軍抵抗德軍的进攻的能力，他自「伏龍芝軍事學院」紧急選派了許多優秀軍官到一線部隊服役，領軍備戰。馬利諾夫斯基這時被晉升為少將，並被授予新編制苏軍第48步兵師的统兵权，帮助防守家鄉敖德薩防區。一星期後德軍大舉进攻苏联，馬利諾夫斯基少將與48師被調派到苏联與羅馬尼亞邊界駐防。

## 第二次世界大戰

### 初派任務
德軍於1941年开始侵略蘇聯以後，紅軍數個數十萬計兵力的軍團在德軍浩大的攻勢下陷入包圍圈中，馬林諾夫茨基这时終於被認为是紅軍中少數具有指揮大軍團作戰能力的將軍； 他的3個軍團只是配備部份步兵師，面對的却是德軍閃電戰攻勢中沿普鲁特河佈防的戰線。依照當時慣例，紅軍將領一般都躲在自己軍隊的後方指揮作戰；但是馬林諾夫茨基可不是如此：他反而會親臨關鍵的一線扇形戰場與士兵為伍，並且勉勵他們以提高士氣；紅軍此時無能阻擋作戰在數量及技術上佔優勢且經驗豐富的德軍。馬林諾夫茨基便率领敗兵沿著黑海岸邊逃跑，德軍試圖包圍并消滅馬林諾夫茨基軍卻失敗，最終在尼古拉耶夫成功包圍住紅軍，馬林諾夫茨基軍在猛烈的突围下再次突破包圍圈，轉進到第聶伯羅彼得羅夫斯克地區駐防。  
8月，他被派往潰不成軍的紅軍第6軍擔任參謀長，很快便昇為軍長。马利诺夫斯基成功阻擋了德軍在前線凌厲的攻勢，並因此升為中將，之後紅軍大部队撤退到頓巴斯地区。他帶領紅軍第6軍、第12軍加入防禦戰，再次擊退德軍，離開防區；1941年12月他被上級任命為蘇聯南方集團軍群司令員(元帥職缺)，下辖的兵力只有三個殘破的紅軍「軍」和兩個只有坦克師編制的裝甲軍團，总计不到16萬兵力。在兵員及裝備皆不足的危況下，馬林諾夫茨基依然指揮所部向德軍防線深入猛攻。

### 哈爾科夫戰役
1942年1月18日馬林諾夫茨基率部抵达蘇聯西南方面前線，与鐵木辛哥元帅率领的部队會師，展開第二次哈爾科夫戰役追擊德軍，目標是逼迫德軍後退至少100公里。鐵木辛哥過度樂觀高估紅軍進攻能力與对德軍重武器攻擊的耐受力，導致紅軍先勝後大敗，75000名士兵牺牲，239000名士兵被俘。史達林剛開始不聽「參謀總部」勸阻發動哈爾科夫攻擊，大力支持這場彷彿早已註定非戰敗不可的戰役。可是當真正戰敗消息傳至時，疑心重的史達林開始怪罪馬林諾夫茨基是不是故意戰敗(史達林疑懼馬林諾夫茨基在第一次世界大戰與法國交往密切)。
1942年7月，紅軍南方面集團軍群奉命退出戰鬥，改由紅軍北高加索集團軍群接手戰場。馬林諾夫茨基改为指挥负责機動支援作戰的紅軍頓河軍團(Don Operational Group) ，也降級為前線後補司令員；史達林命令馬林諾夫茨基全力阻止德軍A集團軍朝向羅斯托夫及頓河地區進攻，以免具有重要战略价值的高加索油田落入德軍控制：德軍兵員數量是红军「頓河」軍團的10倍，武器機械技術也不亚于紅軍，結局可想而知。9月，「紅軍最高统帅部」 命令「紅軍頓河軍團」改編制分散加入其他軍團。

### 史達林格勒與烏克蘭前線

1944年時的馬利諾夫斯基

在史達林格勒戰役，紅軍用盡全力圍困德軍，史達林命令仍不放心的馬林諾夫茨基率领新募紅軍第66軍開往史達林格勒東北方防守，同時還密令史達林格勒黨委書記赫魯雪夫「緊盯馬林諾夫茨基所有一言一行」。 
紅軍第66軍沒有任何作戰經驗，卻是馬林諾夫茨基中將第一次帶領人員及武器足編的軍隊。1942年9月至10月，他率部攻擊德軍。雖然在光復失土方面戰績平平，可是他始終防止德軍包圍他在斯大林格勒北部的防区。逐漸地，德軍已无力继续包圍，馬林諾夫茨基便決定派兵滲透，深入城內與德軍在廢墟堆裡肉搏巷戰。10月底，紅軍最高统帅部紧急命令馬林諾夫茨基擔任沃罗涅日方面军代理司令員。到12月底，他又返回斯大林格勒城內追擊掃蕩德軍；馬林諾夫茨基建立了光復史達林格勒第一戰功。12月22日，馬林諾夫茨基部紅軍已經合圍德國第6軍團；此時德軍頓河集團軍司令、德國陸軍元帥曼施坦因發起了「冬季風暴」行動，命赫爾曼·霍特大將率領第57裝甲軍的兩個裝甲師從60公里外的庫特爾尼科夫向斯大林格勒進軍，还曾一度挺進至距斯大林格勒25~30公里，但保盧斯懼希特勒怪罪而沒有下令突圍，最終無功而還。第6軍團敗局已定。
馬林諾夫茨基後又統領王牌部隊保衛蘇維埃第2軍出城抵抗赫爾曼·霍特部(曼因斯坦回憶錄中稱其部為「萊茵哈特軍團」)歷經一番惡戰終於阻擋住納粹裝甲軍團，且深入破壞德軍裝甲師「梯形隊形」躍進，攻擊及充分防備的德軍防守，並擊敗退守至庫特爾尼科夫敗退集結的德軍軍團，這也是第二次世界大戰德軍頗感自豪的坦克作戰第一次大敗；軸心國軍隊與德軍在史達林格勒被朱可夫元帥策劃、馬林諾夫茨基領軍包圍格斃250,000兵力，俘虜500,000兵力；史達林令升馬林諾夫茨基為上將，並頒贈可獎賞立大戰功將軍應得蘇維埃最高榮譽：一級「蘇伏洛夫勳章」給馬林諾夫茨基。 
1943年2月，馬林諾夫茨基再次擔任紅軍南方集團軍群司令員，在不到兩星期時間他把德軍曼施坦因集團軍群趕出羅斯托夫與「顿河」防線，為紅軍打通前往烏克蘭的道路暢通無一德軍；5月，史達林再晉升他為大將，並改派任紅軍西南防線集團軍群司令員，令他把盤踞在頓巴斯富庶工業區德軍掃蕩趕跑；10月中旬起，他發動對德軍突襲，目的是突擊區域內駐守大部隊德軍的關鍵大城扎波罗热並予以佔領，這次戰役把佔據俄羅斯南方德軍一一消滅，及圍困克里米亞半島殘餘德軍，切斷他們在「東戰場」返鄉退路。 
8月20日紅軍西南防線集團軍群改名為第3烏克蘭集團軍群，年底12月到次年1944年4月，馬林諾夫茨基大破德軍南方集團軍群，解放烏克蘭南部，包括都市有： 赫尔松、尼古拉耶夫與家鄉敖德薩，這段時間的連串勝利，根據赫鲁晓夫觀點認為：史達林重新相信馬林諾夫茨基的忠心耿耿，並在這一年晉升馬林諾夫茨基為元帥。

### 日軍前線
1945年5月納粹德國投降之後，馬利諾夫斯基被調派至遠東地區的中國东北，領導「外贝加尔方面军」對日軍作戰； 1945年8月，他發起了蘇聯在第二次世界大戰中最後一次大規模攻勢挺進由60萬強悍關東軍駐守的滿洲；縱使日本關東軍具有備受讚揚的高質素，但馬利諾夫斯基仍能以坦克加數萬摩托化步兵，以典型閃電戰模式配合古典的鉗形攻勢，在10天內擊潰關東軍。馬利諾夫斯基在滿洲戰役的成就堪稱紅軍在第二次世界大戰的最大戰功(考慮到此攻勢規模及膽量之大，以及執行中的精確度和創新性之高)。這場大捷大幅鼓舞了俄羅斯民族感情，為俄羅斯人洗刷了四十多年前輸掉日俄戰爭的恥辱。馬林諾夫茨基將軍也因此榮獲蘇聯至高榮譽獎章——「蘇聯英雄勳章」。

## 冷戰

### 遠東地區
在第二個十年馬林諾夫茨基在蘇聯遠東地區戰略佈署具決定權而廣受各方重視，最初他擔任外贝加尔-阿穆尔军区司令員(1945-1947)，冷戰時代開始他又被升任命為「蘇聯遠東軍隊統帥」下轄管三個防區(1947-1953)位尊權重；他訓練並補給軍事物資給北韓「朝鮮人民軍」與中共军队(1950-1953)對美軍作戰，這即是韓戰。
馬林諾夫茨基傑出表現是俄共表率的精英，史達林任命他為「最高蘇維埃」(1946)成員之一，苏共中央委员会候补委员(1952)；韓戰結束後，莫斯科解散「蘇聯遠東軍隊司令部」，但是馬林諾夫茨基仍繼續是這個防區裡的做決策司令員。

### 與赫魯晓夫
1953年斯大林死去之后，赫鲁晓夫成为苏联领导人，他迅速提拔马林诺夫斯基，让其成为苏联陆军总司令并取代朱可夫成为苏联国防部常务副部长。他也被选为苏联共产党中央委员会正式委员，藉此确认了其在苏联权力中枢的地位。1957年10月，对朱可夫的政治野心愈发担心的赫鲁晓夫让马林诺夫斯基取代前者担任国防部部长。马林诺夫斯基在这个职位上工作到去世，获得了很高的声誉，被誉为最杰出的国防部长。
马林诺夫斯基尽管是赫鲁晓夫的私人朋友，但他却在军事事务上保留着自己的独立的立场。他和其他几位苏联军方的高层确信未来的战争取决于运载核弹头的导弹。为此，他们主张主要的精力应该放在发展导弹武器并大量减少常规武器的投入。马林诺夫斯基支持裁剪战略核弹头，但是他认为核弹头是阻止战争的有利的威慑而非战争的主要武器。发展了广域军事基础的概念的他鲜明指出随着战争本质的变化，决定性因素仍然是常规部队现代军事科学的技能与征服和控制敌方领土的能力。苏联军事政策在那个时代在赫鲁晓夫和马林诺夫斯基斯基的观点中折衷。马林诺夫斯基在与美国的核对峙中将苏联军队建设成世界上全能最有力的武装力量并让常规武装力量得以实现现代化。

### 晚年
古巴飛彈危機幾乎把世界帶到核子戰爭危險邊緣，赫魯晓夫也因為意見相左開始疏離馬林諾夫茨基，危機過後接著，馬林諾夫茨基在軍方新聞媒體為軍隊公然要求赫魯雪夫在蘇聯戰略政策上，應該給軍方更多發言權並明確承諾資源上照護軍方；軍方對赫魯雪夫的不滿鼓舞了共產黨內反赫魯雪夫勢力，於1964年10月政變導致解除赫魯雪夫蘇共中央第一書記權位；新任第一書記勃列日涅夫承諾馬林諾夫茨基要求給予軍方更多發言權並尊重軍方專業戰略佈置，特別是遵照馬林諾夫茨基「平衡發展核武與傳統武器作戰」的國防理念。
在1964年11月7日的苏联政府举行的纪念十月革命招待会上，马利诺夫斯基对中国代表团成员贺龙元帅说到“中苏关系所以不好是因为赫鲁晓夫和毛泽东关系不好，我们已经赶走了赫鲁晓夫，也该你们赶走毛泽东了，这样，我们的关系就没有障碍了，可以回到原来的轨道上来了”，并与贺龙发生争吵。随后，中国代表团团长周恩来当即向勃列日涅夫和柯西金提出抗议。勃列日涅夫则解释说马利诺夫斯基喝醉了，酒后胡言。周恩来则认为是酒后吐真言，要求苏方正式道歉。苏共领导人未立即回应。周恩来随即率领代表团全体成员退出宴会厅表示抗议。第二天，勃列日涅夫代表苏共中央向中共中央道歉。而苏中关系因此继续恶化。

## 去世
馬林諾夫茨基於1967年逝世後蘇聯政府為他舉辦一場風光國葬，葬在有巨大貢獻蘇聯英雄才准葬的克里姆林宮紅場墓園；蘇聯政府還在蘇維埃陸軍學院(莫斯科坦克部隊陸軍學院)給他安置一個名位：蘇聯領導，並以他名字給一個保衛莫斯科的精英坦克師命名為「馬林諾夫茨基坦克師」；蘇聯後來崩潰瓦解了，可是馬林諾夫茨基在俄羅斯歷史上扮演最重要的軍事領袖之一尊崇地位則難以改變。

## 荣誉

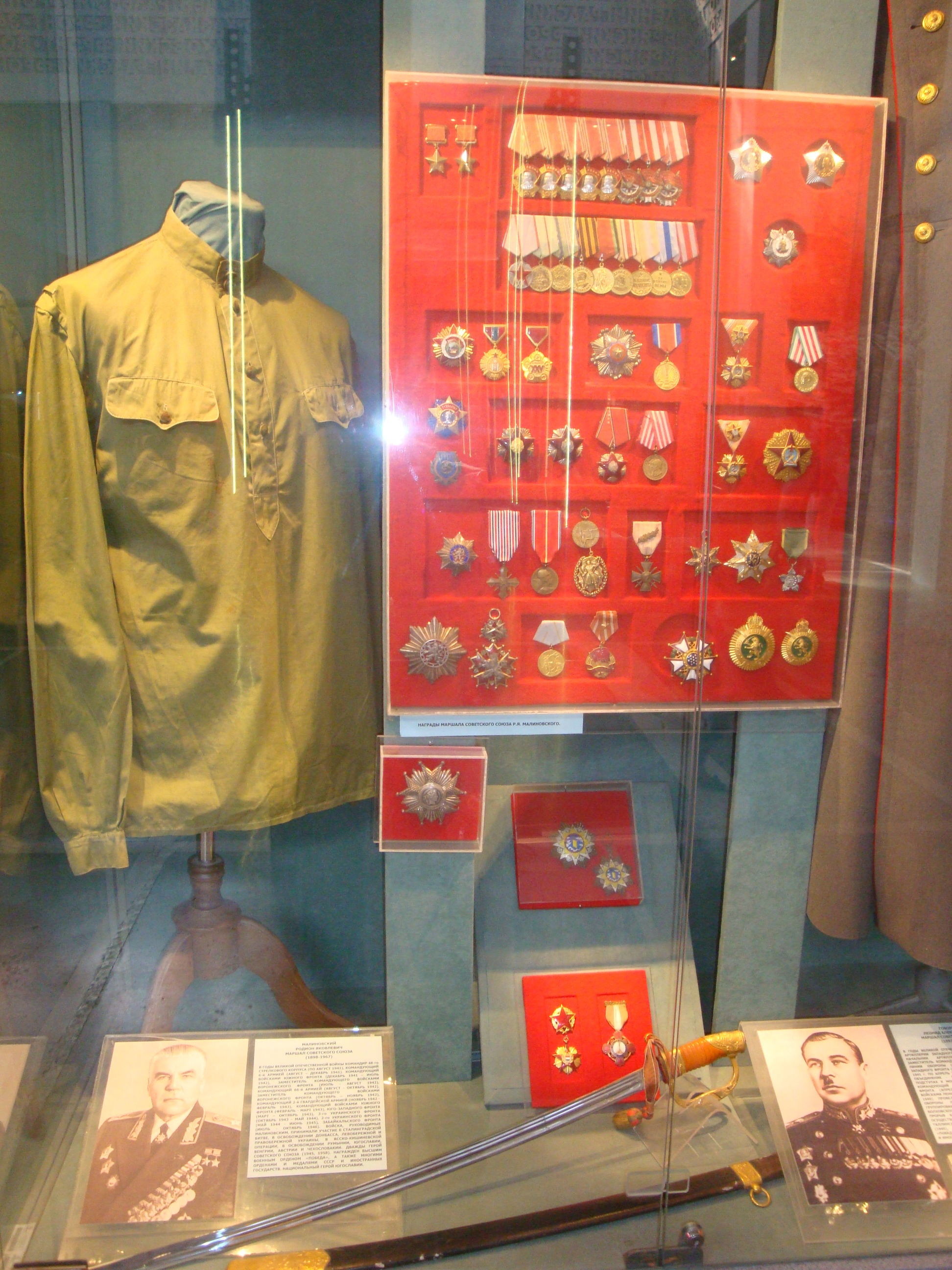
馬利諾夫斯基禮服與其獲得的勳章獎章（莫斯科中央武裝力量博物館藏）

馬利諾夫斯基在漫长军旅生涯中立下了赫赫战功。他获得过兩次蘇聯的最高榮譽—苏联英雄称号。以下為其所獲得的榮譽的簡表：

### 俄羅斯帝國勳章獎章
|  | 三級聖喬治十字勳章（兩次） |
|  | 四級聖喬治十字勳章         |

### 蘇聯勳章獎章
|  | 蘇聯英雄金星獎章：1945年9月8日，1958年11月22日                                      |
|  | 勝利勳章：1945年4月26日（第8號）                                                    |
|  | 列寧勳章：1937年7月17日，1941年11月6日，1945年2月21日，1945年9月8日，1958年11月22日 |
|  | 紅旗勳章：1937年10月22日，1944年11月3日，1950年11月15日                             |
|  | 一級蘇沃洛夫勳章：1943年1月28日，1944年3月19日                                      |
|  | 一級庫圖佐夫勳章：1943年11月17日                                                    |
|  | 一级博格丹·赫梅利尼茨基勋章                                                         |
|  | 保衛史達林格勒獎章                                                                  |
|  | 保衛高加索獎章                                                                      |
|  | 保衛敖德薩獎章                                                                      |
|  | 攻克布達佩斯獎章                                                                    |
|  | 攻克維也納獎章                                                                      |
|  | 1941-1945年偉大衛國戰爭戰勝德國獎章                                                 |
|  | 戰勝日本獎章                                                                        |
|  | 1941-1945年偉大衛國戰爭勝利二十週年獎章                                             |
|  | 工農紅軍二十週年紀念獎章                                                            |
|  | 苏维埃陆军海军三十周年奖章                                                          |
|  | 蘇聯武裝力量四十週年紀念獎章                                                        |

### 外國榮譽
|  | 蒙古人民革命二十週年獎章（蒙古人民共和國）：1946年   |
|  | 蘇赫巴托勳章（蒙古人民共和國）：1961年               |
|  | 紅旗勳章（蒙古人民共和國）：1945年                   |
|  | 戰勝日本獎章（蒙古人民共和國）：1946年               |
|  | 人民英雄勳章（南斯拉夫社会主义联邦共和国）：1964年   |
|  | 金質游击队星章（南斯拉夫社会主义联邦共和国）：1956年 |
|  | 一級白獅勳章（捷克斯洛伐克）：1945年                 |
|  | 一級白獅軍事勳章（捷克斯洛伐克）：1945年             |
|  | 捷克斯洛伐克戰爭十字勳章（捷克斯洛伐克）：1945年     |
|  | 功勳勳章總司令勳位（美國）：1946年                   |
|  | 法國榮譽軍團勳章大軍官勳位（法國）：1945年           |
|  | 1914–1918英勇十字勋章（法國）：1916年                |
|  | 1939–1945英勇十字勋章（法國）：1945年                |
|  | 一級、二級、三級保衛祖國勳章（羅馬利亞）：1950年     |
|  | 摆脱法西斯枷锁奖章（羅馬利亞）：1950年               |
|  | 一級匈牙利共和国勋章（匈牙利第二共和國）：1947年     |
|  | 匈牙利功勋勋章（匈牙利人民共和国）：1947年，1965年   |
|  | 匈牙利自由勋章（匈牙利人民共和国）：1946年           |
|  | 二級印度尼西亚共和国之星（印度尼西亞共和國）：1963年 |
|  | 一級大軍事功勋勳章（印度尼西亞共和國）：1962年       |
|  | 保加利亞人民軍二十週年獎章（保加利亞））：1964年     |
|  | 特種大綬雲麾勳章（中華民國）：1946年                 |
|  | 中蘇友誼萬歲勳章（中華人民共和国）：1956年           |
|  | 一級國旗勳章（朝鮮民主主義人民共和國）：1948年       |
|  | 朝鮮祖国解放獎章（朝鮮民主主義人民共和國）：1946年   |

## 備注
1. ↑  烏克蘭語羅馬化：Rodion Yakovych Malynovskyi
2. ↑  俄語羅馬化：Rodion Yakovlevich Malinovsky

## 著作
- John Erikson, "Rodion Yakovlevich Malinovsky" in Harold Shukman, ed., Stalin's Generals, Grove Press, New York City, 1993
- David M. Glantz, The Soviet Strategic Offensive in Manchuria, 1945. 'August Storm', Frank Cass Publishers, London, 2003
- Mark Shteinberg, Evrei v voinakh tysiachiletii, Moscow, Jerusalem, 2005, pp. 316-318
- Joseph E. Thach, Jr., "Malinovskii, Rodion Yakovlevich" in The Modern Encyclopedia of Russian and Soviet History, vol. 21
- Alexander Werth, Russia At War, 1941-1945, Carroll & Graf Publishers, Inc., New York City, 1999